# Mio (Stany Zjednoczone)
Mio – jednostka osadnicza w Stanach Zjednoczonych, w stanie Michigan, na Półwyspie Dolnym (region Northern Michigan), administracyjna siedziba władz hrabstwa Oscoda. W 2010 r. miasto zamieszkiwało 1826 osób, a w przeciągu dziesięciu lat liczba ludności zmniejszyła się o 10,8%.
Mio leży w dolinie Au Sable River, wpadającej do jeziora Huron. Na południe od jednostki osadniczej rozciąga się duży obszar leśny (3960 km²) - Huron-Manistee National Forests. Klimat Mio w klasyfikacji klimatów Köppena należy do klimatów kontynentalnych z ciepłym latem (Dfb). Średnia temperatura roczna wynosi 6,6 °C, a suma opadów 680,7 mm, w tym 141 cm śniegu.